# Serie A2 2017-2018 (pallamano maschile)
La Serie A2 2017-2018 è stata la 48ª edizione del torneo di secondo livello del campionato italiano di pallamano maschile,  organizzato dalla Federazione Italiana Giuoco Handball.
La competizione è iniziata il 21 ottobre 2017 e si è conclusa il 12 maggio 2018.
Al termine della competizione la squadra promossa, l'Oderzo, ha rinunciato alla promozione per problemi economici.

## Formula

### Stagione regolare
Nella stagione 2017/2018 il campionato si svolge tra 49 squadre divise in un girone da 12 club, due gironi da 11 e 10 club e due gironi da 8 club. Nei gironi le squadre si affrontano, in una fase iniziale, con la formula del girone all'italiana con partite di andata e ritorno. Al termine della stagione regolare si qualificano per la poule promozione le squadre classificate al 1º e al 2º posto di ciascun girone; le altre vengono relegate alla poule retrocessione. Nei gironi da 8 club, le squadre si affrontano con la formula del girone all'italiana con partite di andata, ritorno, doppia andata e doppio ritorno e si qualifica alla poule promozione la sola prima classificata. 
Per ogni incontro i punti assegnati in classifica sono così determinati:
- due punti per la squadra che vinca l'incontro;
- un punto per squadra che pareggia l'incontro;
- zero punti per la squadra che perda l'incontro.

### Poule promozione
Le squadre qualificate dopo la prima fase si affrontano con la formula del torneo ad eliminazione diretta a partire dai quarti di finale
La squadra 1ª classificata al termine della poule promozione viene promossa in serie Serie A - 1ª Divisione Nazionale ed è proclamata vincitrice della Coppa Italia di Serie A2.

## Girone A

### Classifica
|  | Pos. | Squadra           | Pt | G  | V  | N | S  | GF  | GS  | D    | Note                              |
|  | ---- | ----------------- | -- | -- | -- | - | -- | --- | --- | ---- | --------------------------------- |
|  | 1.   | Crenna            | 22 | 14 | 10 | 2 | 2  | 435 | 327 | +108 | Qualificato alla Poule Promozione |
|  | 2.   | Verdeazzurro      | 22 | 14 | 11 | 0 | 3  | 434 | 335 | +99  |                                   |
|  | 3.   | Sassari           | 22 | 14 | 11 | 0 | 3  | 393 | 318 | +75  |                                   |
|  | 4.   | Cassano Magnago B | 17 | 14 | 8  | 1 | 5  | 413 | 330 | +83  | Seconda squadra                   |
|  | 5.   | Leno              | 14 | 14 | 7  | 0 | 7  | 393 | 380 | +13  |                                   |
|  | 6.   | Ferrarin          | 7  | 14 | 3  | 1 | 11 | 324 | 362 | -38  | Retrocessione                     |
|  | 7.   | Ventimiglia       | 6  | 14 | 3  | 0 | 11 | 344 | 434 | -90  | Retrocessione                     |
|  | 8.   | Karalis           | 2  | 14 | 1  | 0 | 11 | 250 | 500 | -250 | Retrocessione                     |

## Girone B

### Classifica
|  | Pos. | Squadra              | Pt | G  | V  | N | S  | GF  | GS  | D   | Note                              |
|  | ---- | -------------------- | -- | -- | -- | - | -- | --- | --- | --- | --------------------------------- |
|  | 1.   | Oderzo               | 36 | 18 | 16 | 0 | 2  | 469 | 386 | +83 | Qualificato alla Poule Promozione |
|  | 2.   | Taufers              | 29 | 18 | 14 | 1 | 3  | 467 | 395 | +72 | Qualificato alla Poule Promozione |
|  | 3.   | Vigasio              | 25 | 18 | 12 | 1 | 5  | 446 | 407 | +39 |                                   |
|  | 4.   | Ferrara United       | 21 | 18 | 10 | 1 | 7  | 437 | 394 | +43 |                                   |
|  | 5.   | Brixen B             | 19 | 18 | 9  | 1 | 8  | 435 | 422 | +13 |                                   |
|  | 6.   | Estense Ferrara      | 17 | 18 | 7  | 3 | 8  | 457 | 445 | +12 |                                   |
|  | 7.   | Emmeti               | 15 | 18 | 6  | 3 | 9  | 439 | 451 | -12 |                                   |
|  | 8.   | San Vito             | 9  | 18 | 4  | 1 | 13 | 371 | 462 | -91 |                                   |
|  | 9.   | Opicina              | 7  | 18 | 3  | 1 | 14 | 355 | 441 | -86 | Retrocessione                     |
|  | 10.  | Malo B               | 6  | 18 | 2  | 2 | 14 | 418 | 481 | -63 | Retrocessione                     |
|  | 11.  | Rovereto Vallagarina | 0  | 0  | 0  | 0 | 0  | 0   | 0   | +0  | Retrocessione                     |

## Girone C

### Classifica
|  | Pos. | Squadra                 | Pt | G  | V  | N | S  | GF  | GS  | D    | Note                              |
|  | ---- | ----------------------- | -- | -- | -- | - | -- | --- | --- | ---- | --------------------------------- |
|  | 1.   | Faenza 1983             | 39 | 22 | 19 | 1 | 3  | 626 | 443 | +193 | Qualificato alla Poule Promozione |
|  | 2.   | Rapid Nonantola         | 38 | 22 | 19 | 0 | 3  | 681 | 440 | +141 | Qualificato alla Poule Promozione |
|  | 3.   | Parma                   | 34 | 22 | 17 | 0 | 5  | 557 | 473 | +84  |                                   |
|  | 4.   | Secchia Rubiera         | 30 | 22 | 14 | 2 | 6  | 623 | 490 | +133 |                                   |
|  | 5.   | Ambra                   | 29 | 22 | 14 | 1 | 7  | 613 | 497 | +116 |                                   |
|  | 6.   | Farmigea                | 21 | 22 | 10 | 1 | 11 | 513 | 553 | -40  |                                   |
|  | 7.   | Olimpic Massa Marittima | 20 | 22 | 8  | 4 | 10 | 664 | 685 | -21  |                                   |
|  | 8.   | Camerano                | 18 | 22 | 9  | 0 | 13 | 527 | 589 | -62  |                                   |
|  | 9.   | Poggibonsese            | 13 | 22 | 6  | 1 | 15 | 544 | 579 | -35  | Retrocessione                     |
|  | 10.  | Chiaravalle B           | 8  | 22 | 3  | 2 | 17 | 471 | 650 | -179 | Retrocessione                     |
|  | 11.  | Monteprandone           | 8  | 22 | 3  | 2 | 17 | 557 | 673 | -116 | Retrocessione                     |
|  | 12.  | Bastia                  | 6  | 22 | 3  | 0 | 19 | 486 | 690 | -204 | Retrocessione                     |

## Girone D

### Classifica
|  | Pos. | Squadra               | Pt | G  | V  | N | S  | GF  | GS  | D    | Note                              |
|  | ---- | --------------------- | -- | -- | -- | - | -- | --- | --- | ---- | --------------------------------- |
|  | 1.   | Città Sant'Angelo     | 30 | 16 | 15 | 0 | 1  | 458 | 326 | +122 | Qualificato alla Poule Promozione |
|  | 2.   | Putignano             | 23 | 16 | 11 | 1 | 4  | 420 | 369 | +51  | Qualificato alla Poule Promozione |
|  | 3.   | Atellana              | 22 | 16 | 11 | 0 | 5  | 491 | 409 | +82  |                                   |
|  | 4.   | Pallamano Manfredonia | 20 | 16 | 10 | 0 | 6  | 465 | 420 | +45  |                                   |
|  | 5.   | Teramo                | 19 | 16 | 9  | 1 | 6  | 402 | 344 | +58  |                                   |
|  | 6.   | Lazio                 | 13 | 16 | 6  | 1 | 9  | 419 | 441 | -22  |                                   |
|  | 7.   | Altamura              | 12 | 16 | 6  | 0 | 10 | 384 | 409 | -25  |                                   |
|  | 8.   | Ginosa                | 3  | 16 | 1  | 1 | 14 | 338 | 479 | -141 | Retrocessione                     |
|  | 9.   | Esperanto Fondi       | 2  | 16 | 1  | 0 | 15 | 320 | 500 | -180 | Retrocessione                     |
|  | 10.  | Capua                 | 0  | 0  | 0  | 0 | 0  | 0   | 0   | +0   | Retrocessione                     |

## Girone E

### Classifica prima fase
|  | Pos. | Squadra       | Pt | G  | V  | N | S  | GF  | GS  | D   | Note |
|  | ---- | ------------- | -- | -- | -- | - | -- | --- | --- | --- | ---- |
|  | 1.   | Mascalucia    | 25 | 14 | 12 | 1 | 1  | 431 | 352 | +79 |      |
|  | 2.   | Kelona        | 21 | 14 | 10 | 1 | 3  | 448 | 394 | +54 |      |
|  | 3.   | Haenna        | 21 | 14 | 10 | 1 | 3  | 355 | 334 | +21 |      |
|  | 4.   | Girgenti      | 12 | 14 | 5  | 2 | 7  | 366 | 366 | +0  |      |
|  | 5.   | Messina       | 14 | 14 | 4  | 2 | 8  | 328 | 368 | -40 |      |
|  | 6.   | Il Giovinetto | 9  | 14 | 4  | 1 | 9  | 383 | 405 | -22 |      |
|  | 7.   | Alcamo        | 8  | 14 | 3  | 2 | 9  | 364 | 394 | -30 |      |
|  | 8.   | CUS Palermo   | 6  | 14 | 2  | 2 | 10 | 321 | 383 | -62 |      |

### Classifica seconda fase
|  | Pos. | Squadra       | Pt | G  | V  | N | S  | GF  | GS  | D    | Note                              |
|  | ---- | ------------- | -- | -- | -- | - | -- | --- | --- | ---- | --------------------------------- |
|  | 1.   | Mascalucia    | 37 | 21 | 18 | 1 | 2  | 650 | 534 | +116 | Qualificato alla Poule Promozione |
|  | 2.   | Kelona        | 33 | 21 | 16 | 1 | 4  | 678 | 582 | +96  |                                   |
|  | 3.   | Haenna        | 28 | 21 | 13 | 2 | 6  | 534 | 521 | +13  |                                   |
|  | 4.   | Messina       | 18 | 21 | 8  | 2 | 11 | 493 | 550 | -57  |                                   |
|  | 5.   | Girgenti      | 16 | 21 | 7  | 2 | 12 | 551 | 554 | -3   |                                   |
|  | 6.   | Il Giovinetto | 15 | 21 | 7  | 1 | 13 | 564 | 588 | -24  | Retrocessione                     |
|  | 7.   | Alcamo        | 14 | 21 | 6  | 2 | 13 | 549 | 584 | -35  | Retrocessione                     |
|  | 8.   | CUS Palermo   | 7  | 21 | 2  | 3 | 16 | 486 | 592 | -106 | Retrocessione                     |

## Poule promozione
Le Final8 valevoli per la promozione e la Coppa Italia di Serie A2 sono state disputate dal 29 aprile al 1 maggio 2018, al Palasport "Gaddo Cipriani" di Borgo San Lorenzo.
|  | Quarti di finale  | Quarti di finale  | Quarti di finale |                 |             | Semifinali  | Semifinali | Semifinali |  |  | Finale | Finale | Finale |  |
|  |                   |                   |                  |                 |             |             |            |            |  |  |        |        |        |  |
|  | Faenza 1983       | Faenza 1983       | 33               |                 |             |             |            |            |  |  |        |        |        |  |
|  | Faenza 1983       | Faenza 1983       | 33               |                 |             |             |            |            |  |  |        |        |        |  |
|  | Taufers           | Taufers           | 32               |                 |             |             |            |            |  |  |        |        |        |  |
|  | Taufers           | Taufers           | 32               |                 | Faenza 1983 | Faenza 1983 | 23         |            |  |  |        |        |        |  |
|  |                   |                   |                  |                 | Faenza 1983 | Faenza 1983 | 23         |            |  |  |        |        |        |  |
|  |                   |                   | Crenna           | Crenna          | 29          |             |            |            |  |  |        |        |        |  |
|  | Crenna            | Crenna            | Crenna           | Crenna          | 29          | 30          |            |            |  |  |        |        |        |  |
|  | Crenna            | Crenna            |                  |                 |             |             |            |            |  |  |        |        |        |  |
|  | Mascalucia        | Mascalucia        | 27               |                 |             |             |            |            |  |  |        |        |        |  |
|  | Mascalucia        | Mascalucia        | 27               |                 | Crenna      | Crenna      | 20         |            |  |  |        |        |        |  |
|  |                   |                   |                  |                 |             |             |            |            |  |  |        |        |        |  |
|  |                   |                   | Oderzo           | Oderzo          | 24          |             |            |            |  |  |        |        |        |  |
|  | Oderzo            | Oderzo            | Oderzo           | Oderzo          | 24          | 24          |            |            |  |  |        |        |        |  |
|  | Oderzo            | Oderzo            |                  |                 |             |             |            |            |  |  |        |        |        |  |
|  | Putignano         | Putignano         | 22               |                 |             |             |            |            |  |  |        |        |        |  |
|  | Putignano         | Putignano         | 22               |                 | Oderzo      | Oderzo      | 27         |            |  |  |        |        |        |  |
|  |                   |                   |                  |                 | Oderzo      | Oderzo      | 27         |            |  |  |        |        |        |  |
|  |                   |                   | Rapid Nonantola  | Rapid Nonantola | 22          |             |            |            |  |  |        |        |        |  |
|  | Città Sant'Angelo | Città Sant'Angelo | Rapid Nonantola  | Rapid Nonantola | 22          | 29          |            |            |  |  |        |        |        |  |
|  | Città Sant'Angelo | Città Sant'Angelo |                  |                 |             |             |            |            |  |  |        |        |        |  |
|  | Rapid Nonantola   | Rapid Nonantola   | 31               |                 |             |             |            |            |  |  |        |        |        |  |